# 凹緣鐵甲蟲
凹緣鐵甲蟲（学名：Dactylispa excisa）为金花蟲科窄頸鐵甲蟲屬下的一个种。